# Eparchia armawirska
Eparchia armawirska – jedna z 5 eparchii w metropolii kubańskiej Rosyjskiego Kościoła Prawosławnego, z siedzibą w Armawirze.
Erygowana przez Święty Synod Rosyjskiego Kościoła Prawosławnego na posiedzeniu w dniu 12 marca 2013, poprzez wydzielenie z eparchii jekaterinodarskiej. Podlegają jej struktury cerkiewne w Armawirze oraz rejonach gulkiewickim, kurganińskim, łabińskim, mostowskim, nowokubańskim, otradnieńskim, uspieńskim i ust'-łabińskim Kraju Krasnodarskiego. 

## Biskupi armawirscy
- Ignacy (Buzin), 2014[2]–2020
- Bazyli (Kułakow), 2020-2023[3]
- Sawa (Lesnych), od 2024[4]